# Olivier Patru
Olivier Patru (* 1604 in Paris; † 16. Januar 1681 ebenda) war ein französischer Jurist, Romanist und Mitglied der Académie française.

## Leben und Werk
Patru wurde 1640 wegen seiner Eloquenz als Pariser Anwalt in die Académie française gewählt und hielt dort eine Einstandsrede, welche die Akademie bewog, solche Reden künftig zur Pflichtübung zu machen.
In der Akademie gehörte Patru zu der Minderheit, die für den Dictionnaire de l’Académie (nach dem ursprünglichen Plan von Jean Chapelain) Zitate bevorzugt hätte. Er beteiligte sich deshalb aktiv an der Anfertigung des zitierenden Wörterbuchs von César-Pierre Richelet, das wegen des Privilegs der Akademie nicht in Frankreich erscheinen durfte.
Patru hinterließ Übersetzungen aus dem Lateinischen,  kleinere literarhistorische Arbeiten, sowie einen Beitrag zu der 1647 durch die  Remarques sur la langue françoise  von  Claude Favre de Vaugelas angestoßenen Sprachgebrauchsdiskussion.

## Werke
- Plaidoyers et autres œuvres, Paris 1670
  - Plaidoyers et oeuvres diverses de M. Patru. Nouvelle édition augmentée de plusieurs pièces qui ont esté trouvées parmi les papiers de l'auteur après sa mort, Paris 1681 (darin S. 889–905: Eclaircissements sur l’histoire de L’Astrée [von Honoré d’Urfé]), Lyon 1692, 1698–1700 (darin: Cicéron, Oraison pour le poète Archias, S. 34–46; Sermon de St Jean Chrysostome sur la prière, 47–53; Eclaircissements, S. 103–111; La Vie de M. d’Ablancourt, S. 128–140)
  - Oeuvres diverses de Mr Patru contenant ses plaidoyers, harangues, lettres et vies de quelques-uns de ses amis. Troisième édition augmentée de plusieurs plaidoyers, de remarques sur la langue françoise et d’autres pièces qui n’ont pas encore paru, Paris 1714 (darin S. 616–668: Remarques sur les Remarques de Vaugelas)
  - Oeuvres diverses de Mr Patru de l’Academie françoise contenant ses plaidoyers, harangues, lettres, & vies de quelques-uns de ses amis. Quatriéme éd., considerablement augmentée, 2 Bde., Paris 1732, Genf 1972
- (Bearbeiter) Claude Favre de Vaugelas, Remarques sur la langue françoise avec des notes de Messieurs Patru & T. Corneille, Paris 1738